# Wilhelm von Henning (General, 1819)
Wilhelm Fedor Natalis Anton von Henning (* 29. April 1819 in Konitz; † 20. November 1896 in Charlottenburg) war ein preußischer Generalleutnant.

## Leben

### Herkunft
Wilhelm war ein Sohn des preußischen Majors der Landgendarmerie Christoph von Henning (1770–1849) und dessen Ehefrau Friederike, geborene von Wohlgemuth (1790–1866).

### Militärkarriere
Henning besuchte die Kadettenhäuser in Kulm und Berlin. Anschließend wurde er am 18. August 1836 als Portepeefähnrich dem 33. Infanterie-Regiment der Preußischen Armee überwiesen und avancierte bis Ende August 1839 zum Sekondeleutnant. Vom 1. Oktober 1831 bis zum 30. September 1842 war er zum 1. kombinierten Reserve-Bataillon abkommandiert. Er wurde am 1. Oktober 1846 Adjutant des I. Bataillons und am 14. Juni 1849 Regimentsadjutant. Vom 26. August 1849 bis zum 28. Februar 1850 war er wieder Adjutant des I. Bataillons. Als Premierleutnant war er von Ende Februar bis Ende Juli 1856 zur Gewehr-Prüfungskommission nach Spandau kommandiert. Henning stieg Mitte Januar 1857 zum Hauptmann auf und war vom 2. Februar 1857 bis zum 3. Mai 1859 Kompanieführer beim Landwehr-Bataillon im 33. Infanterie-Regiment. Im Anschluss wurde er am 31. Mai 1859 zum Kompaniechef ernannt. Vom 12. April bis zum 1. Oktober 1860 folgte eine Kommandierung zum Lehr-Infanterie-Bataillon. Mit der Beförderung zum Major wurde Henning am 18. April 1865 in das Hohenzollernsche Infanterie-Regiment Nr. 40 nach Trier versetzt und am 29. März 1866 zum Kommandeur des II. Bataillons ernannt, dass er im selben Jahr im Krieg gegen Österreich bei Hühnerwasser, Münchengrätz und Königgrätz führte.
Nach dem Krieg wurde Henning am 22. März 1868 zum Oberstleutnant befördert. Bei der Mobilmachung anlässlich des Krieges gegen Frankreich wurde er am 18. Juli 1870  Kommandeur des Ostpreußischen Füsilier-Regiments Nr. 33. Er kämpfte bei Gravelotte, Metz, Amiens, an der Hallue und Bapaume. Bei Saint-Quentin wurde er verwundet. Ausgezeichnet mit beiden Klassen des Eisernen Kreuzes sowie dem Komturkreuz II. Klasse des Herzoglich Sachsen-Ernestinischen Hausordens mit Schwertern wurde Henning am 18. Januar 1871, dem Tag der Kaiserproklamation in Versailles zum Oberst befördert und am 29. März 1871 für das Friedensverhältnis zum Regimentskommandeur ernannt. Unter Stellung à la suite beauftragte man ihn am 13. April 1875 zunächst mit der Führung der 1. Infanterie-Brigade und ernannte ihn am 1. Juni 1875 mit der Beförderung zum Generalmajor zum Brigadekommandeur. Anlässlich des Ordensfestes erhielt Henning im Januar 1878 den Roten Adlerorden II. Klasse mit Eichenlaub. Am 12. November 1878 wurde er mit Pension zur Disposition gestellt. Nach seiner Verabschiedung wurde ihm am 4. Oktober 1888 der Charakter als Generalleutnant verliehen und am 25. Jahrestag der Schlacht bei Gravelotte würdigte der Kaiser ihn am 18. August 1895 mit dem Kronen-Orden II. Klasse mit Stern. Er starb am 20. November 1896 in Charlottenburg.
Der General von Goeben schrieb 1871 in seiner Beurteilung: „Oberst von Henning hat das Regiment während des ganzen Feldzuges mit hoher Auszeichnung geführt. Er hat Umsicht, Energie und andererseits große Fürsorge für die Mannschaft entwickelt. Eine zähe Natur, war er immer auf dem richtigen Platz. Seine Kurzsichtigkeit wurde durch eine Brille vollständig beseitigt.“

### Familie
Henning heiratete am 7. April 1850 in Dzwierzno bei Kulmsee Klara von Hippel (* 9. Dezember 1829 in Dzwierzno; † 3. Juni 1920 in Charlottenburg). Das Paar hatte mehrere Kinder:
- Martha (* 1861) ⚭ N.N. Scholz, Hauptmann im Grenadierregiment Nr. 1
- Max (1852–1870)
- Wilhelm (* 1855), Sekondeleutnant im Grenadierregiment Nr. 7
- Klara (1861–1941) ⚭ Adolf Lölhöffel von Löwensprung (1841–1928), Major im Grenadierregiment Nr. 1, später Generalmajor